# 锛

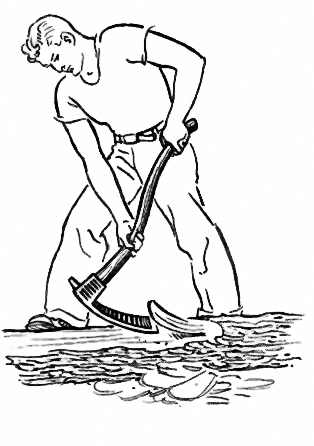
錛

锛（美國英語作），又称锛子，是一种木工工具，外观类似斧，可用来进行切割工作。锛可用来刻木，但是和手斧不同的是，锛的刀刃与把手之间是垂直的，像鋤頭。
锛最早可追溯至石器时代。

### 美國西北沿海

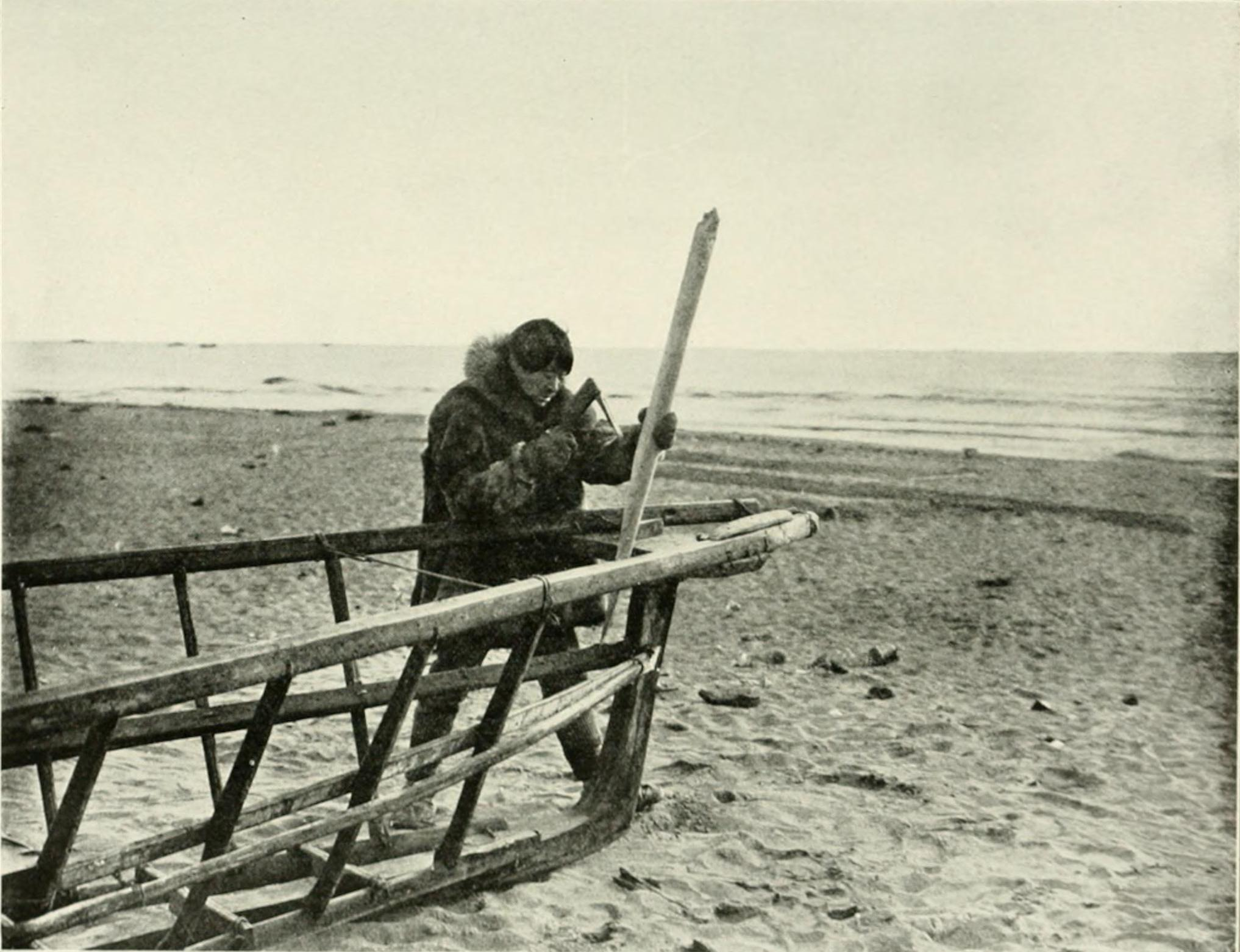
使用錛的阿拉斯加原住民造船者

## 歷史

### 新幾內亞和美拉尼西亞

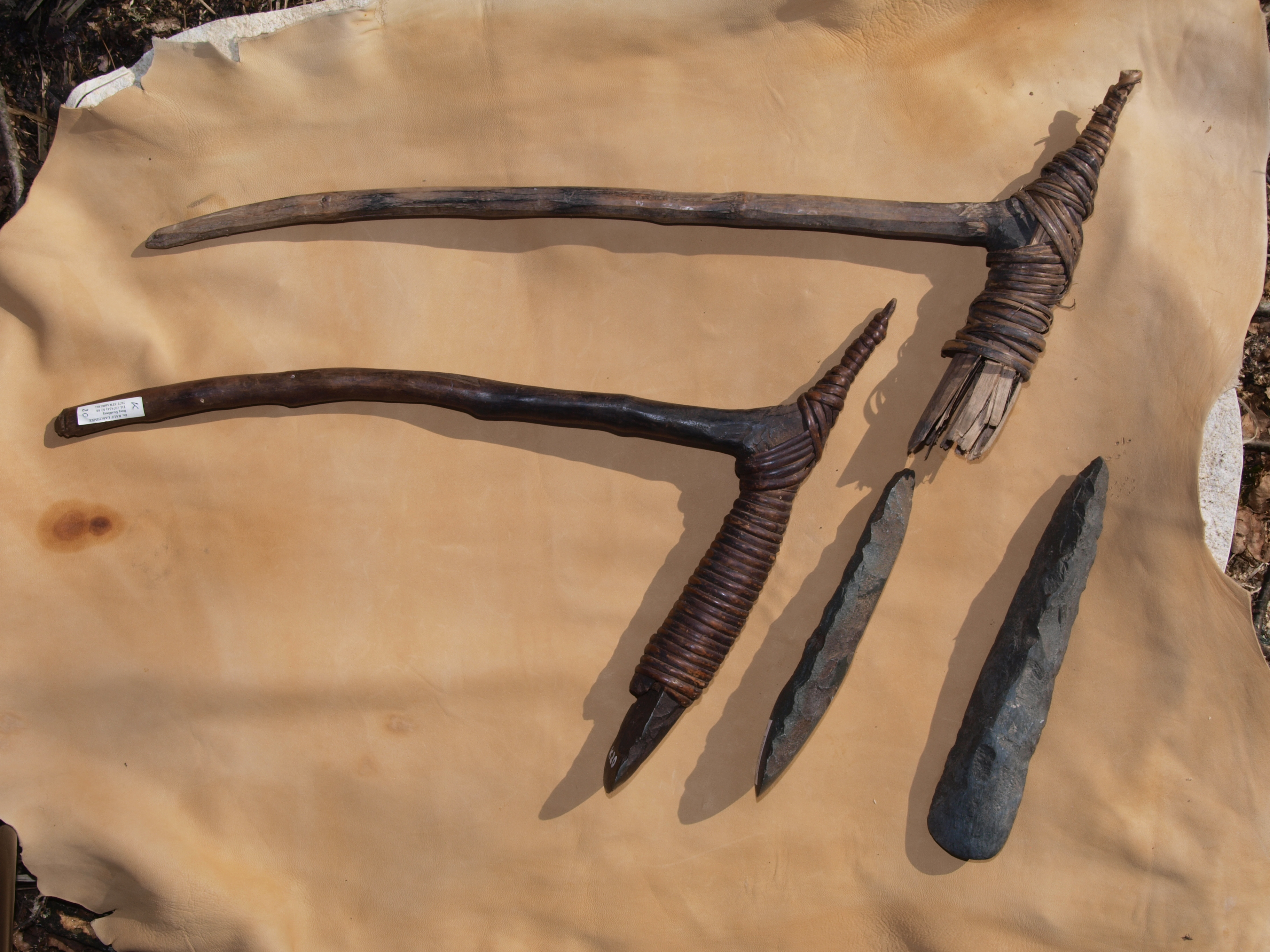
來自新幾內亞的現代石錛

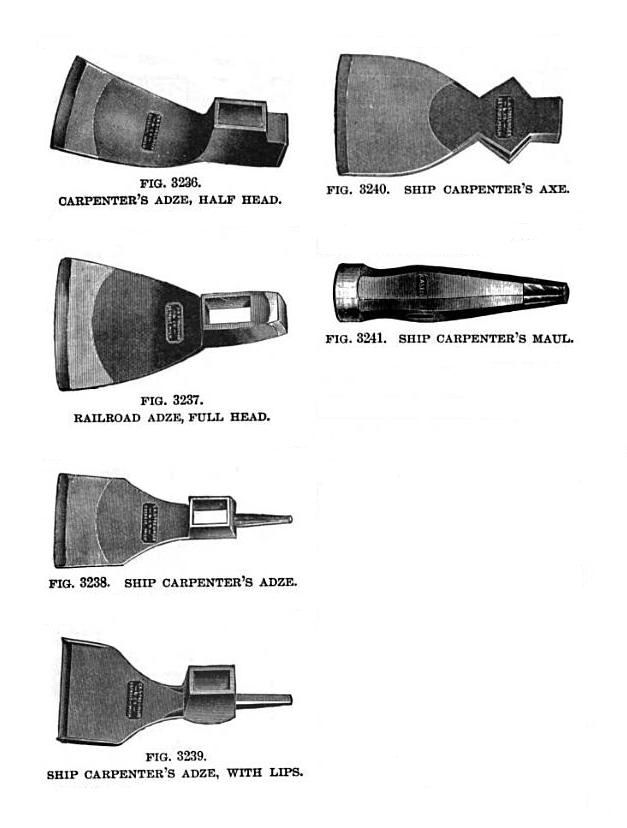
19世紀知識木工錛斧
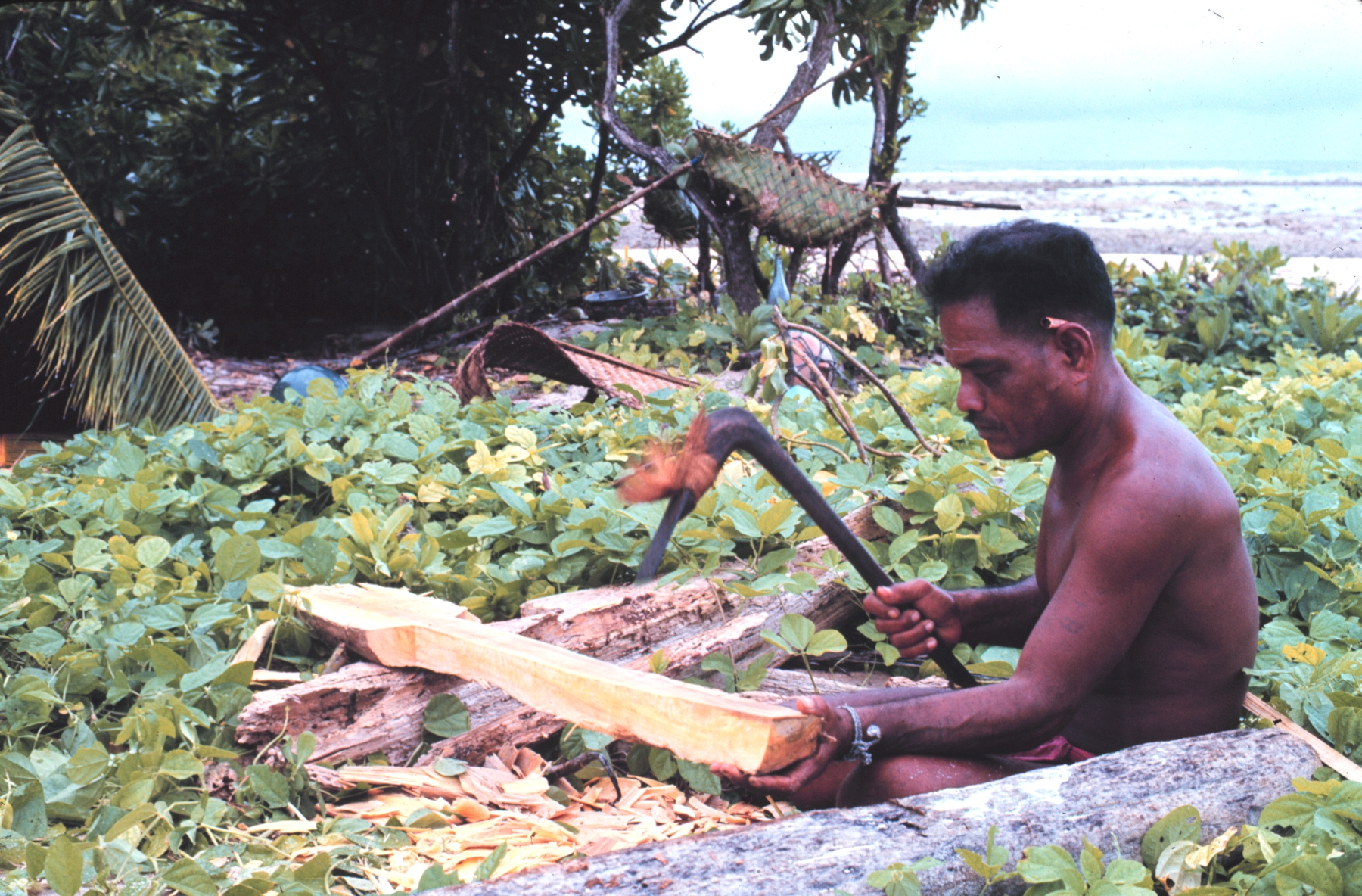
帛琉托比島的密克罗尼西亚人正在用锛为他的「瓦（英语：Wa (watercraft)）」制作船桨
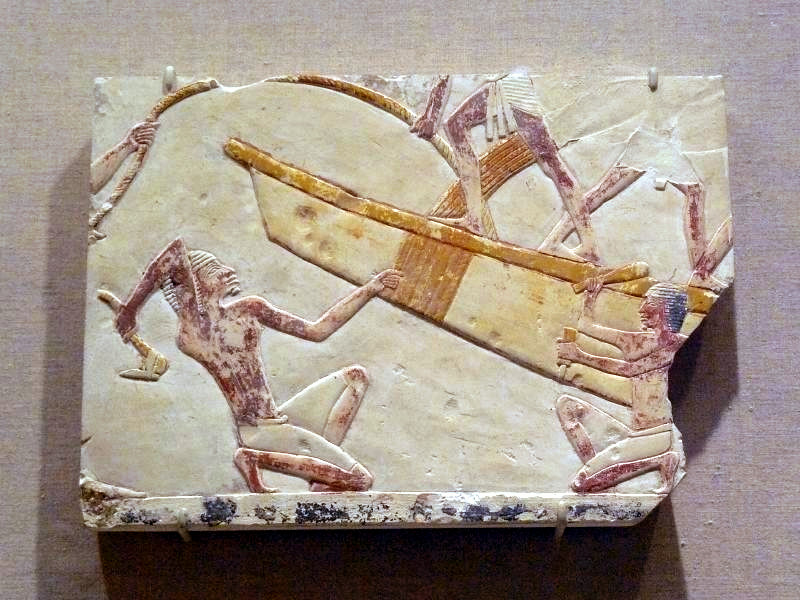
埃及造船壁画，一个女性正在使用锛
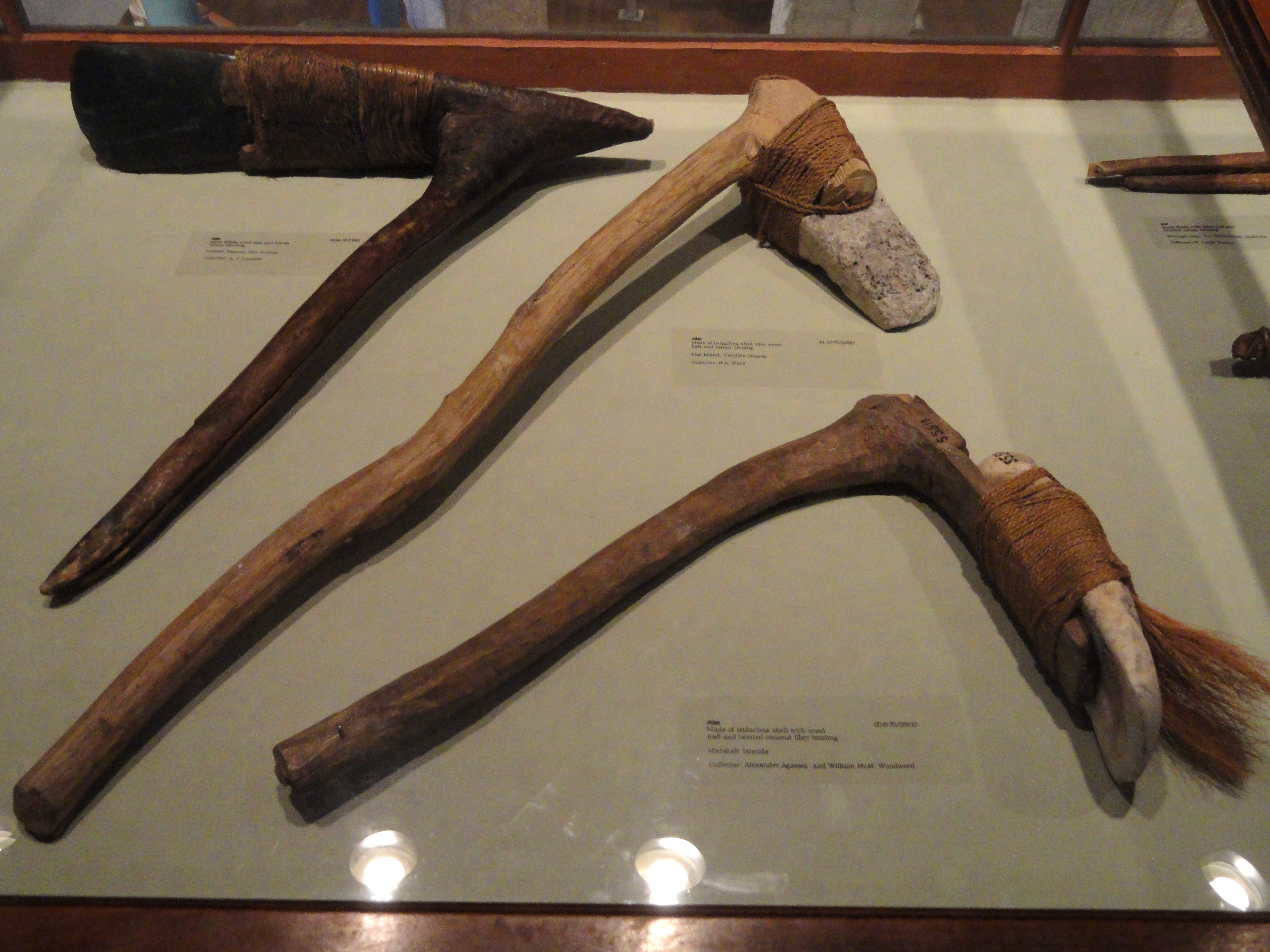
太平洋馬紹爾群島和雅浦群島收藏的錛－哈佛大學皮博迪考古與民族學博物館（英语：Peabody Museum of Archaeology and Ethnology）－DSC05732
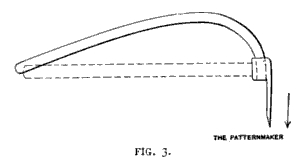
日本錛。
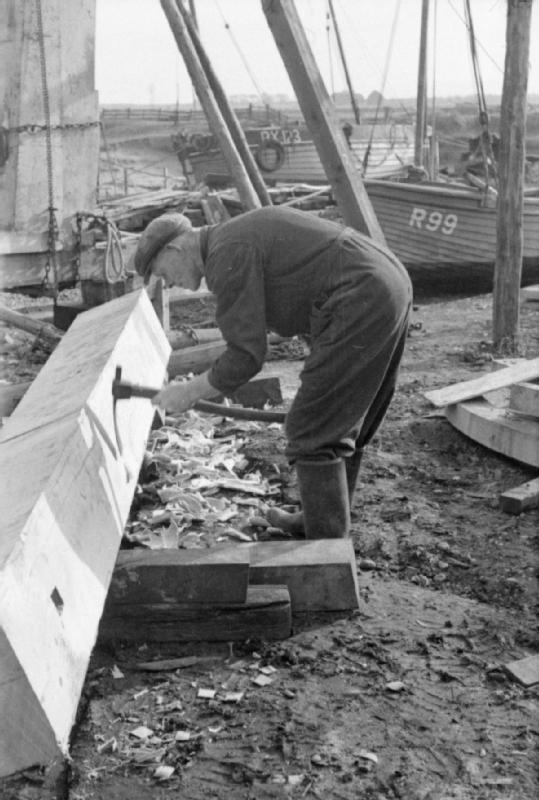
萊伊造船廠－機動漁船的建造－英國萊伊薩塞克斯大學－1944 D22783
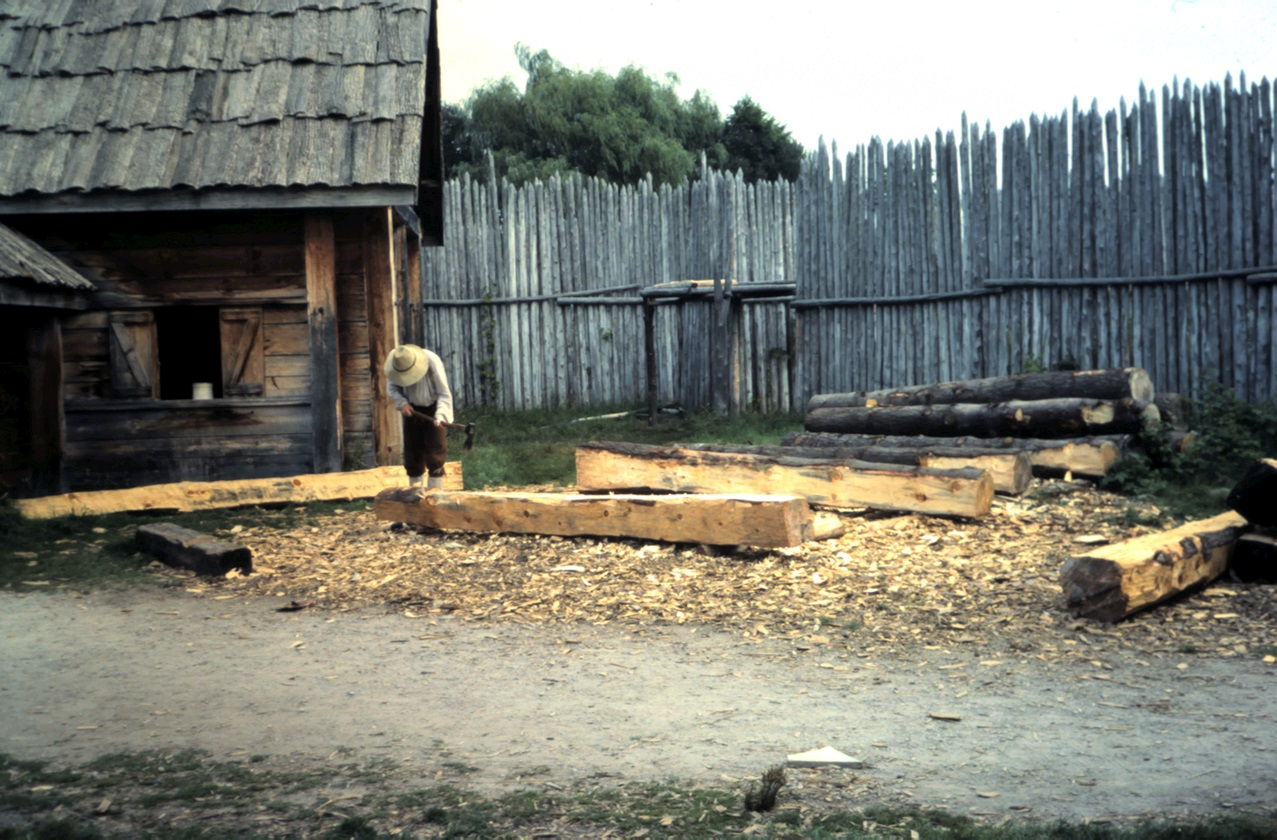
一位工匠用錛將橫梁方正，重現17世紀的殖民生活。

### 手用錛

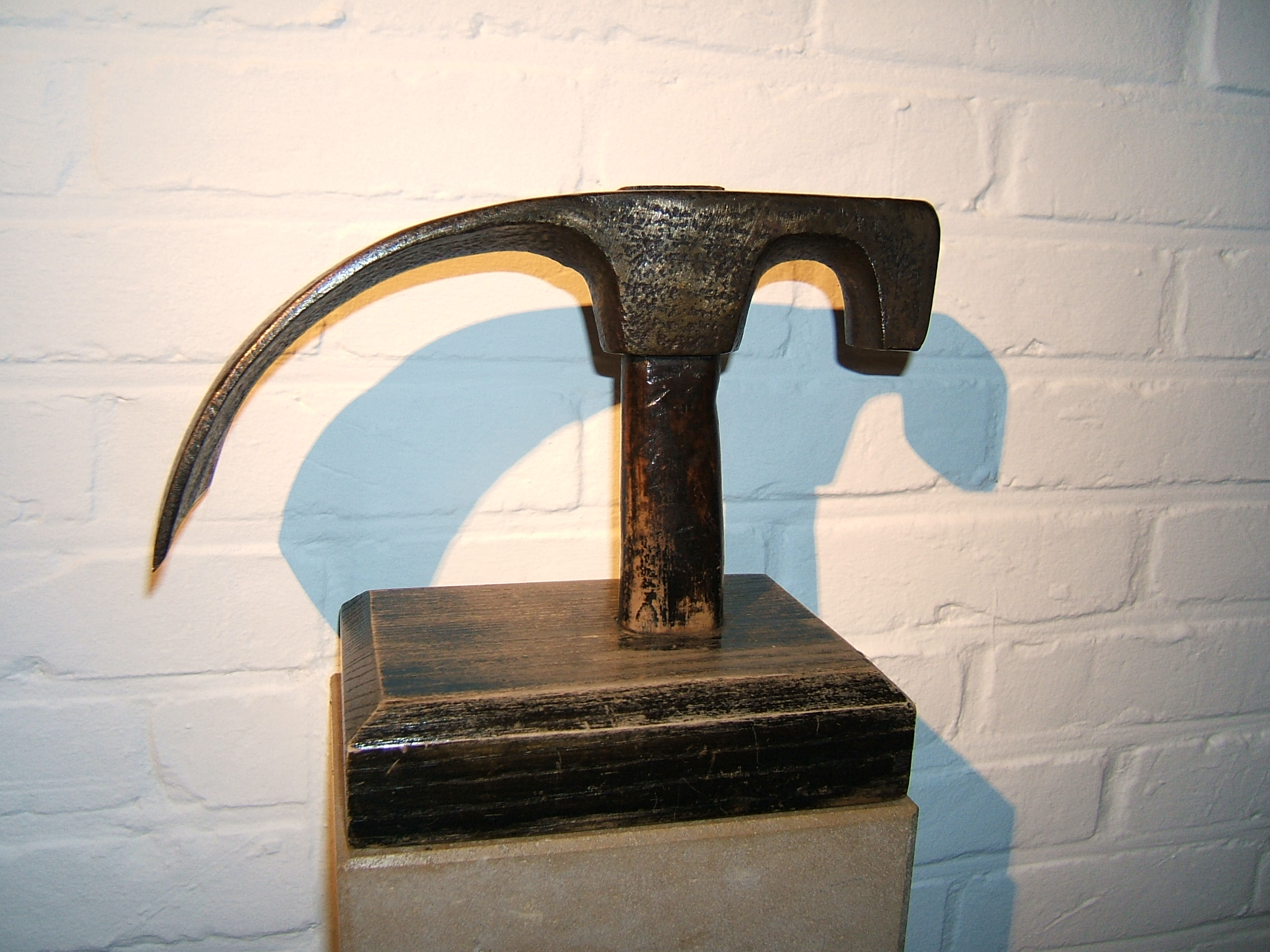
制桶用的錛